# Systemoperatör
En systemoperatör eller sysop är en mycket välanvänd term för att beteckna administratörer på till exempel en BBS eller ett speciellt område på Internet eller, historiskt, en operatör över ett datorsystem, särskilt en stordator (en. mainframe). Termens användande var störst i början av 1990-talet och refererade då endast till operatörer på en BBS; en person som gör liknande jobb på Internet kallas oftast "sysadmin" (systemadministratör) eller kort och gott "admin". Termen används dock fortfarande på Internet, men är ovanligare än tidigare nämnda varianter.